# Đại học Putra Malaysia
Đại học Putra Malaysia (Universiti Putra Malaysia, UPM) thành lập vào ngày 21 tháng 5 năm 1931 được biết đến là trường chuyên về Nông nghiệp. Vào những ngày đầu thành lập, trường chỉ đào tạo 2 chuyên ngành, một con số vô cùng khiêm tốn. Trải qua 16 năm hoạt động, ngày 23 tháng 6 năm 1947, trường trở thành trường cao đẳng Nông nghiệp Malaya, có thể nói đây là một trong những bước tiến quan trọng của UPM.
Trường Đại học Putra Malaysia chính thức được biết đến qua sự sáp nhập của tiền thân là trường cao đẳng nông nghiệp Malaya và khoa nông nghiệp của trường Đại học Malaya. UPM bắt đầu được đưa vào hoạt động chính thức vào tháng 7 năm 1973, ban đầu với 3 khoa gồm khoa nông nghiệp, khoa lâm nghiệp và khoa thú y khoa học động vật với chỉ khoảng gần 1600 sinh viên theo học. Tuy xuất thân là trường về nông lâm song không dừng lại ở lãnh vực này, UPM từng bước mở rộng các lãnh vực giảng dạy sang khoa học và công nghệ. Điển hình vào năm 1994, UPM đã bắt tay vào thực hiện kế hoạch đầy tham vọng của mình là trở thành một trường Đại học của tương lai với việc sử dụng khoa học công nghệ vào giảng dạy.
Hiện tại, UPM đang có hơn 26,000 sinh viên đang theo học trong đó gồm 2,700 sinh viên quốc tế, đa số đến từ các quốc gia châu Á khác như Việt Nam, Thái Lan, Trung Quốc, Ấn Độ, Indonesia...

## Chương trình đào tạo
Hiện nay, trường đã có 16 khoa với nhiều chuyên ngành khác nhau. Các khoa gồm có:
Nông nghiệp, lâm nghiệp, thú y, kinh tế và quản lý, kỹ thuật, giáo dục, khoa học và công nghệ thực phẩm, sinh thái học con người, ngôn ngữ và truyền thông hiện đại, thiết kế và kiến trúc, y học và khoa học y tế, khoa học máy tính và công nghệ thông tin, công nghệ sinh học và sinh học phân tử, môi trường học, khoa học nông nghiệp và thực phẩm.
Tùy thuộc vào mỗi ngành sẽ có từng điều kiện nhập học khác nhau tại cấp độ cử nhân, tuy nhiên, bạn phải đáp ứng đủ yêu cầu tiếng Anh đầu vào tối thiểu là: IELTS đạt 6.0 hoặc TOEFL đạt 550.

## Cuộc sống tại UPM
UPM có thể cung cấp được 70% chỗ ở cho sinh viên của mình. Nhà ở bao gồm phòng đơn, phòng đôi. Sinh viên khi lưu trú tại các khu ký túc xá của UPM, sẽ nhận được điều kiện sống tốt nhất với an ninh được đảm bảo 24/24, tiện nghi phục vụ cho học tập và giải trí. Sinh viên có thể linh động lựa chọn giữa việc lưu trú tại các ký túc xá tại trường hoặc thuê ngoài, phụ thuộc vào khả năng tài chính tại sinh viên.
UPM có trung tâm sức khỏe dành cho sinh viên, với nhiều trang thiết bị hiện đại, giúp sinh viên hoàn toàn yên tâm khi theo học tại đây.